# Stadtkirche (Bad Cannstatt)

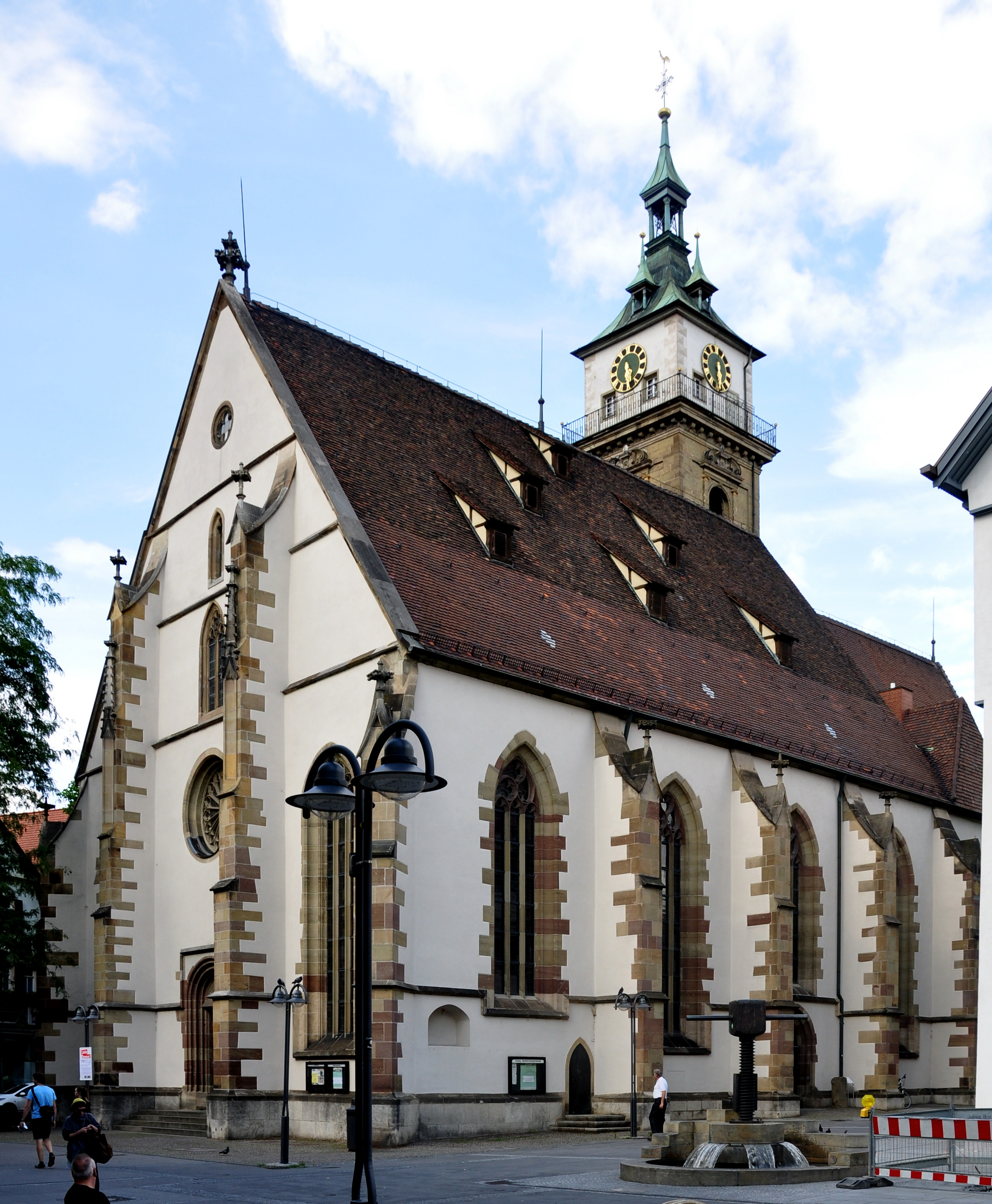
Stadtkirche in Bad Cannstatt

Die evangelische Stadtkirche St. Cosmas und Damian steht in Bad Cannstatt, einem Stadtbezirk der baden-württembergischen Landeshauptstadt Stuttgart. Das Bauwerk ist beim Landesamt für Denkmalpflege Baden-Württemberg als Baudenkmal eingetragen. Die Kirchengemeinde gehört zum Kirchenkreis Stuttgart der Evangelischen Landeskirche in Württemberg.

## Beschreibung
Die spätgotische Hallenkirche wurde in den 1460er Jahren nach einem Entwurf von Aberlin Jörg anstelle eines Vorgängerbaus aus dem 13. Jahrhundert errichtet und 1612–13 nach Plänen von Heinrich Schickhardt umgebaut. Sie besteht aus einem gewölbten, dreischiffigen Langhaus, einem eingezogenen, dreiseitig geschlossenen Chor im Osten und einem Chorflankenturm an der Nordwand des Chors. Der Turm enthält in zwei nachträglich aufgestockten Geschossen den Glockenstuhl mit fünf Kirchenglocken und die Turmuhr. Der Bau eines entsprechenden Turms an der Südwand wurde nicht verwirklicht. 
Ab 1858 wurde der Innenraum unter Christian Friedrich von Leins renoviert, wobei auch die Rekonstruktion des Gewölbes erfolgte. Unter Heinrich Dolmetsch erfolgte um 1905 eine grundsätzliche Erneuerung. Das Bronzeportal wurde 1962 von Ulrich Henn gestaltet. Wolf-Dieter Kohler schuf 1963 die drei zentralen Chorfenster.
Die Orgel wurde 1963 als Opus 4274 von E. F. Walcker & Cie. errichtet und 1999 von Klaus Kopetzki erweitert. Seitdem verfügt sie über 45 Register auf drei Manualen und Pedal.

## Personen
Organist und Kantor an der Stadtkirche ist Jörg-Hannes Hahn. Dekan Eckart Schultz-Berg und der geschäftsführende Pfarrer Alexander Stölzle sind die beiden Geistlichen der Stadtkirche (Stand: 2025).